# Cylindriska koordinater

De cylindriska koordinaterna r, θ och h

Cylindriska koordinater används i en form av tredimensionellt koordinatsystem; de kan ses som en utvidgning av polära koordinater med en vinkelrät tredje koordinataxel. En punkts position bestäms av en vinkel som i xy-planet är riktningen från origo till punktens projektion, samt av två avstånd, avståndet till xy-planet och avståndet till z-axeln. En rörelse är tangentiell om den ändrar vinkeln, radiell om den ändrar avståndet till z-axeln respektive axiell om den ändrar avståndet till xy-planet.
Cylinderkoordinater är ofta användbara för att behandla objekt som har rotationssymmetri.
Transformering av cylindriska koordinater {\displaystyle (r,\theta ,h)} till kartesiska koordinater {\displaystyle (x,y,z)} sker genom
{\displaystyle x=r\cos \theta }
{\displaystyle y=r\sin \theta }
{\displaystyle z=h}
och för volymelementet gäller
{\displaystyle \mathrm {d} V=r\,\mathrm {d} r\,\mathrm {d} \theta \,\mathrm {d} h}

## Exempel
Skruvlinjen beskrivs i parametrisk form av de cylindriska koordinaterna 
{\displaystyle r(t)=R}
{\displaystyle \theta (t)=t}
{\displaystyle h(t)=kt}
En rörelse längs denna linje har axiell komponent proportionell mot den tangentiella komponenten och saknar radiell komponent (radiell koordinat förblir konstant).